# Espacio vectorial ordenado arquimedianamente
En matemáticas, específicamente en teoría del orden, una relación binaria {\displaystyle \,\leq \,} sobre un espacio vectorial {\displaystyle X} sobre los números reales o los números complejos se llama arquimediana  (o también de Arquímedes) si para todos los {\displaystyle x\in X,} siempre que exista algún {\displaystyle y\in X} tal que {\displaystyle nx\leq y} para todos los números enteros positivos {\displaystyle n,} entonces necesariamente {\displaystyle x\leq 0.}
Un espacio vectorial (pre)ordenado de Arquímedes es un espacio vectorial (pre)ordenado cuyo orden es de Arquímedes.
Un espacio vectorial preordenado {\displaystyle X} se llama casi de Arquímedes si para todos los {\displaystyle x\in X,} siempre que exista un {\displaystyle y\in X} tal que {\displaystyle -n^{-1}y\leq x\leq n^{-1}y} para todos los números enteros positivos {\displaystyle n,} entonces{\displaystyle x=0.}

## Caracterizaciones
Un espacio vectorial preordenado {\displaystyle (X,\leq )} con una unidad de orden {\displaystyle u} está preordenado arquimedianamente si y solo si {\displaystyle nx\leq u} para todos los números enteros no negativos {\displaystyle n} implica que {\displaystyle x\leq 0.}

## Propiedades
Sea {\displaystyle X} un espacio vectorial ordenado de dimensión finita sobre los números reales. Entonces, el orden de {\displaystyle X} es de Arquímedes si y solo si el cono positivo de {\displaystyle X} está cerrado para la topología única bajo la cual {\displaystyle X} es un espacio vectorial topológico de Hausdorff.

## Norma de unidad de orden
Supóngase que {\displaystyle (X,\leq )} es un espacio vectorial ordenado sobre los números reales con una unidad de orden {\displaystyle u} cuyo orden es de Arquímedes, y sea {\displaystyle U=[-u,u].}
Entonces, el funcional de Minkowski {\displaystyle p_{U}} de {\displaystyle U} (definido por {\displaystyle p_{U}(x):=\inf \left\{r>0:x\in r[-u,u]\right\}}) es una norma llamada norma de unidad de orden, que satisface que {\displaystyle p_{U}(u)=1} y que la bola unitaria cerrada determinada por {\displaystyle p_{U}} es igual a {\displaystyle [-u,u]} (es decir, {\displaystyle [-u,u]=\{x\in X:p_{U}(x)\leq 1\}.}

### Ejemplo
- El espacio {\displaystyle l_{\infty }(S,\mathbb {R} )} de aplicaciones acotadas de valores reales en un conjunto {\displaystyle S} con orden puntual está ordenado arquimedianamente con una unidad de orden {\displaystyle u:=1} (es decir, la función que es idénticamente {\displaystyle 1} en {\displaystyle S}). La norma de unidad de orden en {\displaystyle l_{\infty }(S,\mathbb {R} )} es idéntica a la norma del supremo habitual: {\displaystyle \|f\|:=\sup _{}|f(S)|.}[3]

## Ejemplos
- Cada espacio de Riesz con orden completo está ordenado por arquimedianamente.[5]
- Una red vectorial de dimensión finita de dimensión {\displaystyle n} tiene el orden de Arquímedes si y solo si es isomorfa a {\displaystyle \mathbb {R} ^{n}} con su orden canónico.[5]
- Sin embargo, un orden vectorial totalmente ordenado de dimensión {\displaystyle \,>1} no puede ser un orden de Arquímedes.[5]
- También existen espacios vectoriales ordenados que son casi de Arquímedes pero no de Arquímedes.
- El Espacio euclídeo {\displaystyle \mathbb {R} ^{2}} sobre los números reales con el orden lexicográfico no está ordenado arquimedianamente, dado que {\displaystyle r(0,1)\leq (1,1)} para cada {\displaystyle r>0}, pero {\displaystyle (0,1)\neq (0,0).}[3]